# Ernst Siegfried Buresch
Ernst Siegfried Buresch (* 10. April 1900 in Filehne, Provinz Posen; † 22. Februar 1969 in Hannover) war ein deutscher Offizier, Verwaltungsjurist und Richter.

## Leben
Buresch war Sohn des Filehner Landrats Walter Buresch und seiner Frau Friederike Emilie Fanny Helene geb. Voigtel. Er besuchte das Gymnasium in Hohensalza und die Klosterschule Ilfeld. In Ilfeld bestand er am 23. März 1918 die Reifeprüfung. Er trat im Mai 1918 als Fahnenjunker in das Hinterpommersche Feld-Artillerie-Regiment Nr. 53 und wurde nach der Novemberrevolution im Januar 1919 wieder entlassen. Ab dem Zwischensemester 1919 studierte er an der Eberhard Karls Universität Tübingen Rechtswissenschaft und Volkswirtschaft sowie Naturwissenschaften. Am 31. Mai 1920 wurde er im Corps Suevia Tübingen aufgenommen. Er wechselte an die Christian-Albrechts-Universität zu Kiel, wo er am 19. Dezember 1921 das Referendarexamen bestand. Im Juli 1922 wurde er Corpsschleifenträger der Holsatia. Den Vorbereitungsdienst leistete er in Clausthal-Zellerfeld, Hannover, Kiel, wieder in Hannover und in Celle. 1920–1924 war er immatrikuliert an der Bergakademie Clausthal und der TH Hannover. Am 27. Juni 1923 wurde er an der Georg-August-Universität Göttingen zum Dr. iur. promoviert. Am 16. Oktober 1925 bestand er am Kammergericht die Große Juristische Staatsprüfung. 1925–1927 war er Gerichtsassessor am Amtsgericht Leer, bei der Staatsanwaltschaft Stade, dem Landgericht Verden und der Staatsanwaltschaft Hannover. Im Juli 1928 erhielt er Holsatias Band.

### Kiel und Lübeck, Krieg im Osten
Zum 1. September 1927 wechselte er zur Landesversicherungsanstalt Schleswig-Holstein in Kiel. Dort wurde er im Mai 1929 zum Landesverwaltungsrat ernannt. Er war seit Mitte 1933 in der SA und trat zum 1. Mai 1937 in die NSDAP ein (Mitgliedsnummer 4.020.865). Am 1. August 1938 wurde er Landesrat der Provinz Schleswig-Holstein. Im Februar 1939 wurde er mit der LVA Schleswig-Holstein von Kiel nach Lübeck versetzt. Im Oktober jenes Jahres (nach dem Überfall auf Polen) wurde er als Leutnant d. R. zum Heer (Infanterie-Regiment 46) einberufen. Von Dezember 1939 bis April 1940 war er bei der wieder eingerichteten Regierung in Posen als Leiter der Wirtschaftsabteilung beschäftigt. Ab Mai 1940 war er wieder Soldat. Im Deutsch-Sowjetischen Krieg wurde er ab November 1941 wiederholt verwundet, am 26. Mai 1943 am Kuban-Brückenkopf schwer. Zuletzt war er Hauptmann und Kommandeur des Grenadier-Ersatzbataillons 107. In dieser Stellung erlitt er Ende März 1945 auf dem nächtlichen Rückzug im Odenwald einen schweren Kriegsunfall. Im April 1945 wurde er im Lazarett in Erlangen Kriegsgefangener der United States Army. Im August 1945 entlassen, wurde er wieder Landesrat bei der LVA in Lübeck. Von der Britischen Militärregierung im Juni 1946 aus diesem Amt entlassen, war er vorübergehend in der Landwirtschaft tätig.

### Familie
Ernst Siegfried Buresch heiratete am 8. Juli 1939 in Wismar Edith von Fragstein und Niemsdorff. Die Ehe wurde 1950 geschieden. Die zweite Ehe schloss er am 25. Februar 1965 in Hannover mit Käthe Schlink geb. Wenzlaff aus Lübeck.

## Heyde-Sawade-Affäre
Im August 1947 als Oberregierungsrat wieder eingestellt, war er Mitglied des Oberversicherungsamts Schleswig. Ihm stand er ab 1. September 1949 als Leiter und ab 1950 als Direktor vor. Am 1. Juli 1951 wurde er zum Regierungsdirektor ernannt. Zum 1. Januar 1954 wurde er zum Präsidenten des Schleswig-Holsteinischen Landessozialgerichts ernannt. Als Präsident des Landessozialgerichts wusste Buresch, dass sich hinter dem unter dem Pseudonym „Dr. med. Fritz Sawade“ am Gericht beschäftigten freiberuflichen Gutachter der mit Haftbefehl gesuchte Werner Heyde verbarg. Im Zuge der Enttarnung Heydes und der parlamentarischen Aufarbeitung der sogenannten Heyde-Sawade-Affäre wurde Ernst-Siegfried Buresch als Mitwisser der wahren Identität des Gutachters von seinen Aufgaben als Präsident des Landessozialgerichts entbunden. Den Ruhestand verlebte er in Hannover. Das 1956 eingeleitete Strafverfahren zog sich über viele Jahre hin und wurde Ende 1967 wegen andauernder Verhandlungsunfähigkeit eingestellt.